# 1. Fußball- und Sportverein Mainz 05 2005-2006
Questa voce raccoglie le informazioni riguardanti il 1. Fußball- und Sportverein Mainz 05 nelle competizioni ufficiali della stagione 2005-2006.

## Stagione
Nella stagione 2005-2006 il Magonza, allenato da Jürgen Klopp, concluse il campionato di Bundesliga al 11º posto. In Coppa di Germania il Magonza fu eliminato ai quarti di finale dal Bayern Monaco. In Coppa UEFA il Magonza fu eliminato al primo turno dal Siviglia.

## Rosa
| N. |                               | Ruolo | Calciatore         |
| -- | ----------------------------- | ----- | ------------------ |
| 1  | Germania (bandiera)           | P     | Dimo Wache         |
| 3  | Germania (bandiera)           | D     | Henning Lichte     |
| 4  | Macedonia del Nord (bandiera) | D     | Nikolče Noveski    |
| 5  | Germania (bandiera)           | D     | Christian Demirtas |
| 6  | Ghana (bandiera)              | C     | Otto Addo          |
| 7  | Germania (bandiera)           | A     | Benjamin Auer      |
| 8  | Germania (bandiera)           | C     | Fabian Gerber      |
| 9  | Germania (bandiera)           | C     | Dennis Weiland     |
| 10 | Germania (bandiera)           | D     | Manuel Friedrich   |
| 11 | Rep. Ceca (bandiera)          | A     | Petr Ruman         |
| 13 | Montenegro (bandiera)         | C     | Milorad Peković    |
| 14 | Egitto (bandiera)             | A     | Mohamed Zidan      |
| 16 | Germania (bandiera)           | D     | Stefan Markolf     |
| 17 | Germania (bandiera)           | D     | Marco Rose         |
| 18 | Germania (bandiera)           | D     | Nassim Banouas     |

| N. |                                 | Ruolo | Calciatore       |
| -- | ------------------------------- | ----- | ---------------- |
| 19 | Germania (bandiera)             | C     | Christof Babatz  |
| 21 | Stati Uniti (bandiera)          | A     | Conor Casey      |
| 22 | Germania (bandiera)             | A     | Niclas Weiland   |
| 23 | Germania (bandiera)             | P     | Jonas Sela       |
| 24 | Germania (bandiera)             | D     | Benjamin Weigelt |
| 25 | Brasile (bandiera)              | C     | Antônio da Silva |
| 26 | Ungheria (bandiera)             | D     | Tamás Bódog      |
| 27 | Germania (bandiera)             | A     | Michael Thurk    |
| 28 | Germania (bandiera)             | D     | Mathias Abel     |
| 29 | Germania (bandiera)             | P     | Christian Wetklo |
| 31 | Germania (bandiera)             | C     | Tom Geißler      |
| 33 | Bosnia ed Erzegovina (bandiera) | C     | Damir Vrančić    |
| 35 | Germania (bandiera)             | C     | Fatmir Pupalovic |
| 41 | Germania (bandiera)             | A     | Tobias Damm      |

## Organigramma societario
Area tecnica
- Allenatore: Jürgen Klopp
- Allenatore in seconda: Željko Buvač
- Preparatore dei portieri: Stephan Kuhnert
- Preparatori atletici: Axel Busenkell, Christopher Rohrbeck

## Calciomercato

### Sessione estiva
| Acquisti | Acquisti        | Acquisti           | Acquisti |
| R.       | Nome            | da                 | Modalità |
| -------- | --------------- | ------------------ | -------- |
| A        | Mohamed Zidan   | Werder Brema       |          |
| A        | Rômulo          | Ituano             |          |
| C        | Otto Addo       | Borussia Dortmund  |          |
| A        | Tobias Damm     | 1. FC Schwalmstadt |          |
| C        | Tom Geißler     | Wacker Burghausen  |          |
| C        | Milorad Peković | Eintracht Treviri  |          |
| A        | Petr Ruman      | Greuther Fürth     |          |
| P        | Jonas Sela      | Fortuna Colonia    |          |

| Cessioni | Cessioni            | Cessioni          | Cessioni |
| R.       | Nome                | da                | Modalità |
| -------- | ------------------- | ----------------- | -------- |
| C        | Hanno Balitsch      | Hannover 96       |          |
| C        | Michael Falkenmayer | Eintracht Treviri |          |
| P        | Sven Hoffmeister    | Kickers Emden     |          |
| C        | Jürgen Kramny       | Darmstadt         |          |
| D        | Dennis Probst       | Preußen Münster   |          |
| A        | Christoph Teinert   | Unterhaching      |          |
| D        | Marco Walker        | Old Boys Basilea  |          |
| A        | Claudius Weber      | Wehen Wiesbaden   |          |

### Sessione invernale
| Acquisti | Acquisti | Acquisti | Acquisti |
| R.       | Nome     | da       | Modalità |
| -------- | -------- | -------- | -------- |

| Cessioni | Cessioni          | Cessioni        | Cessioni |
| R.       | Nome              | da              | Modalità |
| -------- | ----------------- | --------------- | -------- |
| A        | Ranisav Jovanović | Rot Weiss Ahlen |          |
| A        | Rômulo            | Grêmio          |          |

## Risultati

### Bundesliga

#### Girone di andata
| Arbitro: | Rafati |

|                     |           |  |
| Schlicke 87’ (rig.) | Marcatori |  |

| Arbitro: | Kinhöfer |

|  |           |                       |
|  | Marcatori | 21’ Klasnić 62’ Klose |

| Arbitro: | Meyer |

|                                    |           |  |
| Krupniković 23’ (rig.), 39’ (rig.) | Marcatori |  |

| Arbitro: | Sippel |

|           |           |                                            |
| Ruman 69’ | Marcatori | 43’ Wicky 56’ Mahdavikia 71’ van der Vaart |

| Arbitro: | Gagelmann |

|             |           |                        |
| Noveski 77’ | Marcatori | 76’ Tomasson 87’ Gómez |

| Arbitro: | Wack |

|  |           |                    |
|  | Marcatori | 38’ Thurk 90’ Auer |

| Arbitro: | Weiner |

|                  |           |               |
| Zidan 64’ (rig.) | Marcatori | 90’ Metzelder |

| Arbitro: | Perl |

|             |           |  |
| António 32’ | Marcatori |  |

| Arbitro: | Brych |

|                                 |           |              |
| Ruman 55’, 74’ Thurk 60’ (rig.) | Marcatori | 78’ Barnetta |

| Arbitro: | Kinhöfer |

|                              |           |               |
| Paraíba 6’, 34’ Pantelić 67’ | Marcatori | 71’ Friedrich |

| Arbitro: | Gräfe |

|                                               |           |              |
| Paulus 9’ (aut.) Auer 11’ Silva 45’ Thurk 52’ | Marcatori | 14’ Kießling |

| Arbitro: | Gagelmann |

|                               |           |                        |
| Brdarić 85’ (rig.) Tarnat 90’ | Marcatori | 31’ Friedrich 65’ Auer |

| Arbitro: | Stark |

|                       |           |                              |
| Noveski 70’ Ruman 90’ | Marcatori | 3’ (aut.), 6’ (aut.) Noveski |

| Arbitro: | Kinhöfer |

|                  |           |          |
| Pizarro 28’, 54’ | Marcatori | 34’ Auer |

| Arbitro: | Wack |

|                                                   |           |              |
| Thurk 2’ (rig.), 77’ Auer 36’ Ruman 45’ Zidan 51’ | Marcatori | 3’ Klimowicz |

| Arbitro: | Brych |

|            |           |  |
| Bordon 58’ | Marcatori |  |

| Arbitro: | Schmidt |

|           |           |            |
| Silva 26’ | Marcatori | 86’ Möhrle |

#### Girone di ritorno
| Arbitro: | Perl |

|                                  |           |                                |
| Thurk 5’, 54’ Zidan 61’ Auer 87’ | Marcatori | 32’ (rig.) Podolski 48’ Scherz |

| Arbitro: | Gräfe |

|                                        |           |                      |
| Valdez 39’, 69’ Micoud 45’ Klasnić 45’ | Marcatori | 1’ Zidan 13’ Weiland |

| Arbitro: | Gagelmann |

|                  |           |            |
| Zidan 50’ (rig.) | Marcatori | 57’ Boakye |

| Arbitro: | Weiner |

|               |           |  |
| Mahdavikia 6’ | Marcatori |  |

| Arbitro: | Meyer |

|                        |           |           |
| Ljuboja 6’ Tiffert 70’ | Marcatori | 24’ Silva |

| Arbitro: | Kircher |

|  |           |                        |
|  | Marcatori | 23’ (rig.), 25’ Sanogo |

| Arbitro: | Rafati |

|           |           |           |
| Wörns 27’ | Marcatori | 53’ Thurk |

| Arbitro: | Brych |

|                          |           |  |
| Thurk 61’, 87’ Zidan 68’ | Marcatori |  |

| Arbitro: | Fleischer |

|            |           |                |
| Freier 85’ | Marcatori | 34’, 64’ Zidan |

| Arbitro: | Stark |

|                            |           |                   |
| Thurk 52’ (rig.) Casey 78’ | Marcatori | 41’, 89’ Pantelić |

| Arbitro: | Kinhöfer |

|                                   |           |  |
| Saenko 3’ Kießling 68’ Vittek 79’ | Marcatori |  |

| Magonza 8 aprile 2006, ore 15:30 CEST 29ª giornata | Magonza | 0 – 0 referto | Hannover 96 | Stadion am Bruchweg (20 300 spett.)\| Arbitro: \| Gräfe \| |
| Arbitro:                                           | Gräfe   |               |             |                                                            |

| Francoforte sul Meno 15 aprile 2006, ore 15:30 CEST 30ª giornata | Eintracht Francoforte | 0 – 0 referto | Magonza | Commerzbank-Arena (49 962 spett.)\| Arbitro: \| Kircher \| |
| Arbitro:                                                         | Kircher               |               |         |                                                            |

| Arbitro: | Meyer |

|                        |           |                        |
| Zidan 9’ Friedrich 13’ | Marcatori | 29’, 37’ (rig.) Makaay |

| Arbitro: | Wack |

|  |           |                        |
|  | Marcatori | 5’ Thurk 81’, 85’ Auer |

| Arbitro: | Brych |

|          |           |  |
| Auer 15’ | Marcatori |  |

| Duisburg 13 maggio 2006, ore 15:30 CEST 34ª giornata | Duisburg | 0 – 0 referto | Magonza | MSV-Arena (27 113 spett.)\| Arbitro: \| Sippel \| |
| Arbitro:                                             | Sippel   |               |         |                                                   |

### Coppa di Germania
| Arbitro: | Frank |

|  |           |                              |
|  | Marcatori | 67’ Thurk 79’ Auer 81’ Ruman |

| Arbitro: | Stark |

|                                         |                      |                                  |
| Reichenberger 5’ Feldhoff 48’           | Marcatori            | 2’ Rômulo 80’ Ruman              |
| Schäfer Reichenberger Wedau Heidenreich | Tiri di rigore 2 – 4 | Silva Peković Zidan Gerber Thurk |

| Arbitro: | Weiner |

|                                                 |                      |                                          |
| Engelhardt 29’                                  | Marcatori            | 62’ Silva                                |
| Blank Hertzsch Zandi Altıntop Engelhardt Halfar | Tiri di rigore 3 – 4 | Babatz Demirtas Silva Gerber Zidan Ruman |

| Arbitro: | Meyer |

|                                |           |                             |
| Pizarro 81’, 115’ Guerrero 94’ | Marcatori | 21’ (rig.) Zidan 106’ Ruman |

### Coppa UEFA

#### Preliminari
| Arbitro: | Staberg |

|                                    |           |  |
| Ruman 8’ Auer 36’, 67’ Noveski 58’ | Marcatori |  |

| Erevan 28 luglio 2005, ore 16:30 CEST Primo turno | Mika Erevan | 0 – 0 referto | Magonza | Stadio Hrazdan (500 spett.)\| Arbitro: \| Tanović \| |
| Arbitro:                                          | Tanović     |               |         |                                                      |

| Arbitro: | Çulcu |

|                            |           |  |
| Auer 10’ Babatz 71’ (rig.) | Marcatori |  |

| Arbitro: | Derrien |

|  |           |                       |
|  | Marcatori | 26’ Thurk 85’ Geißler |

#### Fase a eliminazione diretta
| Siviglia 15 settembre 2005, ore 21:30 CEST Primo turno | Siviglia | 0 – 0 referto | Magonza | Stadio Ramón Sánchez-Pizjuán (42 000 spett.)\| Arbitro: \| Styles \| |
| Arbitro:                                               | Styles   |               |         |                                                                      |

| Arbitro: | Trefoloni |

|  |           |                 |
|  | Marcatori | 7’, 40’ Kanouté |

## Statistiche

### Statistiche di squadra
| Competizione      | Punti | In casa | In casa | In casa | In casa | In casa | In casa | In trasferta | In trasferta | In trasferta | In trasferta | In trasferta | In trasferta | Totale | Totale | Totale | Totale | Totale | Totale | DR |
| Competizione      | Punti | G       | V       | N       | P       | Gf      | Gs      | G            | V            | N            | P            | Gf           | Gs           | G      | V      | N      | P      | Gf     | Gs     | DR |
| ----------------- | ----- | ------- | ------- | ------- | ------- | ------- | ------- | ------------ | ------------ | ------------ | ------------ | ------------ | ------------ | ------ | ------ | ------ | ------ | ------ | ------ | -- |
| Bundesliga        | 38    | 17      | 6       | 7       | 4       | 31      | 23      | 17           | 3            | 4            | 10           | 15           | 24           | 34     | 9      | 11     | 14     | 46     | 47     | -1 |
| Coppa di Germania | -     | 0       | 0       | 0       | 0       | 0       | 0       | 4            | 1            | 2            | 1            | 8            | 6            | 4      | 1      | 2      | 1      | 8      | 6      | +2 |
| Coppa UEFA        | -     | 3       | 2       | 0       | 1       | 6       | 2       | 3            | 1            | 2            | 0            | 2            | 0            | 6      | 3      | 2      | 1      | 8      | 2      | +6 |
| Totale            | 38    | 20      | 8       | 7       | 5       | 37      | 25      | 24           | 5            | 8            | 11           | 25           | 30           | 44     | 13     | 15     | 16     | 62     | 55     | +7 |

### Andamento in campionato
| Giornata  | 1  | 2  | 3  | 4  | 5  | 6  | 7  | 8  | 9  | 10 | 11 | 12 | 13 | 14 | 15 | 16 | 17 | 18 | 19 | 20 | 21 | 22 | 23 | 24 | 25 | 26 | 27 | 28 | 29 | 30 | 31 | 32 | 33 | 34 |
| --------- | -- | -- | -- | -- | -- | -- | -- | -- | -- | -- | -- | -- | -- | -- | -- | -- | -- | -- | -- | -- | -- | -- | -- | -- | -- | -- | -- | -- | -- | -- | -- | -- | -- | -- |
| Luogo     | T  | C  | T  | C  | C  | T  | C  | T  | C  | T  | C  | T  | C  | T  | C  | T  | C  | C  | T  | C  | T  | T  | C  | T  | C  | T  | C  | T  | C  | T  | C  | T  | C  | T  |
| Risultato | P  | P  | P  | P  | P  | V  | N  | P  | V  | P  | V  | N  | N  | P  | V  | P  | N  | V  | P  | N  | P  | P  | P  | N  | V  | V  | N  | P  | N  | N  | N  | V  | V  | N  |
| Posizione | 14 | 16 | 18 | 18 | 18 | 17 | 16 | 17 | 15 | 16 | 13 | 14 | 14 | 14 | 14 | 14 | 14 | 13 | 14 | 14 | 14 | 15 | 16 | 16 | 15 | 14 | 14 | 15 | 14 | 14 | 15 | 14 | 11 | 11 |

Legenda:

Luogo: C = Casa; T = Trasferta. Risultato: V = Vittoria; N = Pareggio; P = Sconfitta.

### Statistiche dei giocatori
| Giocatore    | Bundesliga | Bundesliga | Bundesliga  | Bundesliga | Coppa di Germania | Coppa di Germania | Coppa di Germania | Coppa di Germania | Coppa UEFA | Coppa UEFA | Coppa UEFA  | Coppa UEFA | Totale   | Totale | Totale      | Totale     |
| Giocatore    | Presenze   | Reti       | Ammonizioni | Espulsioni | Presenze          | Reti              | Ammonizioni       | Espulsioni        | Presenze   | Reti       | Ammonizioni | Espulsioni | Presenze | Reti   | Ammonizioni | Espulsioni |
| ------------ | ---------- | ---------- | ----------- | ---------- | ----------------- | ----------------- | ----------------- | ----------------- | ---------- | ---------- | ----------- | ---------- | -------- | ------ | ----------- | ---------- |
| M. Abel      | 20         | 0          | 2           | 0          | 1                 | 0                 | 0                 | 0                 | 6          | 0          | 1           | 0          | 27       | 0      | 3           | 0          |
| O. Addo      | 17         | 0          | 4           | 0          | 4                 | 0                 | 0                 | 0                 | 3          | 0          | 0           | 0          | 24       | 0      | 4           | 0          |
| B. Auer      | 29         | 9          | 2           | 0          | 4                 | 1                 | 0                 | 0                 | 5          | 3          | 1           | 0          | 38       | 13     | 3           | 0          |
| C. Babatz    | 17         | 0          | 2           | 0          | 2                 | 0                 | 0                 | 0                 | 5          | 1          | 0           | 0          | 24       | 1      | 2           | 0          |
| N. Banouas   | 0          | 0          | 0           | 0          | 0                 | 0                 | 0                 | 0                 | 0          | 0          | 0           | 0          | 0        | 0      | 0           | 0          |
| T. Bódog     | 1          | 0          | 0           | 0          | 0                 | 0                 | 0                 | 0                 | 0          | 0          | 0           | 0          | 1        | 0      | 0           | 0          |
| C. Casey     | 10         | 1          | 2           | 0          | 0                 | 0                 | 0                 | 0                 | 0          | 0          | 0           | 0          | 10       | 1      | 2           | 0          |
| T. Damm      | 1          | 0          | 0           | 0          | 0                 | 0                 | 0                 | 0                 | 0          | 0          | 0           | 0          | 1        | 0      | 0           | 0          |
| C. Demirtas  | 28         | 0          | 5           | 0          | 3                 | 0                 | 0                 | 0                 | 3          | 0          | 0           | 0          | 34       | 0      | 5           | 0          |
| M. Friedrich | 34         | 3          | 2           | 0          | 4                 | 0                 | 1                 | 0                 | 6          | 0          | 1           | 0          | 44       | 3      | 4           | 0          |
| T. Geißler   | 15         | 0          | 0           | 0          | 0                 | 0                 | 0                 | 0                 | 4          | 1          | 0           | 0          | 19       | 1      | 0           | 0          |
| F. Gerber    | 21         | 0          | 0           | 0          | 3                 | 0                 | 0                 | 0                 | 6          | 0          | 1           | 0          | 30       | 0      | 1           | 0          |
| R. Jovanović | 2          | 0          | 0           | 0          | 0                 | 0                 | 0                 | 0                 | 0          | 0          | 0           | 0          | 2        | 0      | 0           | 0          |
| H. Lichte    | 0          | 0          | 0           | 0          | 0                 | 0                 | 0                 | 0                 | 0          | 0          | 0           | 0          | 0        | 0      | 0           | 0          |
| S. Markolf   | 0          | 0          | 0           | 0          | 0                 | 0                 | 0                 | 0                 | 0          | 0          | 0           | 0          | 0        | 0      | 0           | 0          |
| N. Noveski   | 33         | 2          | 7           | 0          | 4                 | 0                 | 1                 | 0                 | 6          | 1          | 0           | 0          | 43       | 3      | 8           | 0          |
| M. Peković   | 24         | 0          | 12          | 0          | 4                 | 0                 | 2                 | 0                 | 4          | 0          | 2           | 0          | 32       | 0      | 16          | 0          |
| F. Pupalovic | 0          | 0          | 0           | 0          | 0                 | 0                 | 0                 | 0                 | 0          | 0          | 0           | 0          | 0        | 0      | 0           | 0          |
| M. Rose      | 19         | 0          | 2           | 0          | 1                 | 0                 | 0                 | 0                 | 2          | 0          | 0           | 0          | 22       | 0      | 2           | 0          |
| P. Ruman     | 24         | 5          | 4           | 0          | 4                 | 3                 | 0                 | 0                 | 6          | 1          | 0           | 0          | 34       | 9      | 4           | 0          |
| R. Rômulo    | 8          | 0          | 1           | 0          | 1                 | 1                 | 0                 | 0                 | 1          | 0          | 1           | 0          | 10       | 1      | 2           | 0          |
| J. Sela      | 1          | 0          | 0           | 0          | 0                 | 0                 | 0                 | 0                 | 0          | 0          | 0           | 0          | 1        | 0      | 0           | 0          |
| A. Silva     | 33         | 3          | 2           | 0          | 4                 | 1                 | 2                 | 0                 | 6          | 0          | 0           | 0          | 43       | 4      | 4           | 0          |
| M. Thurk     | 32         | 12         | 12          | 0          | 4                 | 1                 | 2                 | 0                 | 6          | 1          | 0           | 0          | 42       | 14     | 14          | 0          |
| D. Vrančić   | 0          | 0          | 0           | 0          | 0                 | 0                 | 0                 | 0                 | 0          | 0          | 0           | 0          | 0        | 0      | 0           | 0          |
| D. Wache     | 20         | 0          | 0           | 0          | 3                 | 0                 | 0                 | 0                 | 6          | 0          | 0           | 0          | 29       | 0      | 0           | 0          |
| B. Weigelt   | 23         | 0          | 5           | 0          | 3                 | 0                 | 1                 | 0                 | 4          | 0          | 0           | 0          | 30       | 0      | 6           | 0          |
| D. Weiland   | 3          | 0          | 0           | 0          | 1                 | 0                 | 0                 | 0                 | 1          | 0          | 0           | 0          | 5        | 0      | 0           | 0          |
| N. Weiland   | 14         | 1          | 2           | 0          | 2                 | 0                 | 0                 | 0                 | 2          | 0          | 0           | 0          | 18       | 1      | 2           | 0          |
| C. Wetklo    | 15         | 0          | 2           | 0          | 1                 | 0                 | 0                 | 0                 | 0          | 0          | 0           | 0          | 16       | 0      | 2           | 0          |
| M. Zidan     | 26         | 9          | 0           | 0          | 3                 | 1                 | 0                 | 0                 | 1          | 0          | 0           | 0          | 30       | 10     | 0           | 0          |